# Andre Pollehn
Andre Pollehn (ur. 3 maja 1969 w Hamburgu) – niemiecki żużlowiec, występujący również na długim torze i na trawie.

## Życiorys
Dwukrotny medalista indywidualnych mistrzostw RFN: srebrny (Norden 1989) i brązowy (Neustadt an der Donau 1990), jak również brązowy medalista indywidualnych mistrzostw Niemiec (1994). Uczestnik półfinału kontynentalnego indywidualnych mistrzostw świata (Žarnovica 1990 – X miejsce), półfinału mistrzostw świata par (Norden 1992 – V miejsce), jak również finału drużynowych mistrzostw świata (Brokstedt 1994 – VI miejsce).
Największe sukcesy odnosił w zawodach z cyklu indywidualnych mistrzostw świata na długim torze, pomiędzy 1989 a 2002 r. pięciokrotnie startując w finałach tych rozgrywek. Największy sukces odniósł w 1994 r. w Mariańskich Łaźniach, gdzie zdobył tytuł wicemistrza świata.
Dwukrotnie startował w finałach indywidualnych mistrzostw Europy na torze trawiastym (Schwarme 1998 – VII miejsce, Noordwolde 2001 – IX miejsce).
Startował w lidze brytyjskiej, w barwach klubów z Ipswich, Long Eaton i Middlesbrough.